# Helicolenus hilgendorfii
Helicolenus hilgendorfii är en fiskart som först beskrevs av Döderlein, 1884.  Helicolenus hilgendorfii ingår i släktet Helicolenus och familjen kungsfiskar. Inga underarter finns listade i Catalogue of Life.